# あわしま (掃海艇・2代)
あわしま（ローマ字：JDS Awashima, MSC-670）は、海上自衛隊の掃海艇。はつしま型掃海艇の22番艇。艇名は粟島に由来する。神島型敷設艇「粟島」、うきしま型掃海艇「あわしま」に次いで日本の艦艇としては3代目。

## 艦歴
「あわしま」は、昭和62年度計画掃海艇370号艇として、日立造船神奈川工場で1988年5月12日に起工され、1989年6月6日に進水、1989年12月13日に就役し、同日付で第2掃海隊群隷下に第20掃海隊が新編され「うきしま」、「さくしま」とともに編入された。定係港は横須賀。
1991年4月26日から自衛隊初の海外派遣となった湾岸戦争後のペルシャ湾掃海任務（湾岸の夜明け作戦）に派遣され、10月30日に帰国した。
1997年3月19日、第20掃海隊が横須賀地方隊隷下に編入。同日付、隊番号の改正により第20掃海隊が第41掃海隊に改称。
2002年5月29日、舞鶴地方隊第44掃海隊に編入。
2009年3月6日、除籍。